# Sing for You
Sing for You là mini-album thứ tư của nhóm nhạc nam Hàn-Trung Quốc EXO, gồm hai phiên bản tiếng Hàn và tiếng Trung được SM Entertainment phát hành vào ngày 10 tháng 12 năm 2015. Sing for You từng giữ kỉ lục album bán chạy nhất trong tuần tiên kể từ khi được phát hành trong lịch sử bảng xếp hạng Hanteo. Kỉ lục này bị album phòng thu thứ ba của chính EXO phá vỡ vào tháng 6 năm 2016.

## Bối cảnh và phát hành
Ngày 24 tháng 11 năm 2015, EXO được xác nhận là sẽ phát hành album đặc biệt mùa đông thứ hai sau Miracles in December (2013). Các hình ảnh giới thiệu cho album bắt đầu được SM Entertainment đăng tải từ ngày 2 tháng 12. Danh sách bài hát của album, bao gồm bốn bài hát mới và bài hát bổ sung "Lightsaber" đã được phát hành trước đó, cũng được công bố vào ngày 7 tháng 12. Video teaser và video âm nhạc của bài hát chủ đề "Sing for You" được ra mắt lần lượt vào ngày 8 và 9 tháng 12.

## Quảng bá
Ngày 10 tháng 12 năm 2015, ngay sau khi Sing for You được phát hành, EXO tổ chức một showcase với 1.500 khán giả để giới thiệu và quảng bá cho album tại Lotte World, Seoul, Hàn Quốc. Showcase được truyền hình trực tiếp thông qua ứng dụng di động V và đã lập kỉ lục về lượng người xem trên ứng dụng này. EXO bắt đầu biểu diễn hai bài hát "Sing for You" và "Unfair" trên các chương trình âm nhạc Hàn Quốc lần lượt từ ngày 12 và 18 tháng 12 năm 2015.

## Doanh số
Tính cả hai phiên bản, với trên 267.900 bản được bán ra trong tuần đầu tiên từ khi được phát hành, Sing for You đã phá kỉ lục của Exodus, album phòng thu thứ hai của chính EXO, để trở thành album có doanh số trong tuần đầu tiên cao nhất từ trước đến nay trên bảng xếp hạng album của Hanteo. Phiên bản tiếng Hàn và tiếng Trung của album xuất hiện lần đầu tiên lần lượt ở vị trí thứ nhất và thứ hai trên cả bảng xếp hạng album hàng tuần lẫn hàng tháng của Gaon, và sau đó trở thành các album bán chạy thứ hai và thứ bảy năm 2015 tại Hàn Quốc.

## Danh sách bài hát
| Sing for You – Phiên bản tiếng Hàn | Sing for You – Phiên bản tiếng Hàn | Sing for You – Phiên bản tiếng Hàn | Sing for You – Phiên bản tiếng Hàn                  | Sing for You – Phiên bản tiếng Hàn |
| STT                                | Nhan đề                            | Phổ lời                            | Phổ nhạc                                            | Thời lượng                         |
| ---------------------------------- | ---------------------------------- | ---------------------------------- | --------------------------------------------------- | ---------------------------------- |
| 1.                                 | "Unfair" (불공평해)                | Deanfluenza                        | Deanfluenza Beat & Keys                             | 3:02                               |
| 2.                                 | "Sing for You"                     | Kenzie                             | Matthew Tishler Felicia Barton Aaron Benward Kenzie | 3:55                               |
| 3.                                 | "Girl x Friend"                    | Je Yi-kyu Seo-lim Ji Ye-won        | LDN Noise Adrian Mckinnon Tay Jasper Shaun          | 3:42                               |
| 4.                                 | "On the Snow" (발자국)             | Ryu Da-som                         | LDN Noise Andrew Choi Ylva Dimberg                  | 3:23                               |
| 5.                                 | "Lightsaber" (bài hát bổ sung)     | Chanyeol MQ Jung Ju-hee            | LDN Noise Adrian Mckinnon                           | 3:05                               |
| Tổng thời lượng:                   | Tổng thời lượng:                   | Tổng thời lượng:                   | Tổng thời lượng:                                    | 17:07                              |

| Sing for You – Phiên bản tiếng Trung | Sing for You – Phiên bản tiếng Trung | Sing for You – Phiên bản tiếng Trung | Sing for You – Phiên bản tiếng Trung                | Sing for You – Phiên bản tiếng Trung |
| STT                                  | Nhan đề                              | Phổ lời                              | Phổ nhạc                                            | Thời lượng                           |
| ------------------------------------ | ------------------------------------ | ------------------------------------ | --------------------------------------------------- | ------------------------------------ |
| 1.                                   | "Unfair" (偏心)                      | Deanfluenza                          | Deanfluenza Beat & Keys                             | 3:02                                 |
| 2.                                   | "Sing for You" (爲你而唱)            | Kenzie                               | Matthew Tishler Felicia Barton Aaron Benward Kenzie | 3:55                                 |
| 3.                                   | "Girl x Friend" (女 x 友)            | Je Yi-kyu Seo-lim Ji Ye-won          | LDN Noise Adrian Mckinnon Tay Jasper Shaun          | 3:42                                 |
| 4.                                   | "On the Snow" (脚印)                 | Ryu Da-som                           | LDN Noise Andrew Choi Ylva Dimberg                  | 3:23                                 |
| 5.                                   | "Lightsaber" (光劍; bài hát bổ sung) | Chanyeol MQ Jung Ju-hee              | LDN Noise Adrian Mckinnon                           | 3:05                                 |
| Tổng thời lượng:                     | Tổng thời lượng:                     | Tổng thời lượng:                     | Tổng thời lượng:                                    | 17:07                                |

## Bảng xếp hạng
| Bảng xếp hạng                             | Thứ hạng cao nhất   | Thứ hạng cao nhất     |
| Bảng xếp hạng                             | Phiên bản tiếng Hàn | Phiên bản tiếng Trung |
| ----------------------------------------- | ------------------- | --------------------- |
| Bảng xếp hạng album hàng tuần của Gaon    | 1                   | 2                     |
| Bảng xếp hạng album hàng tuần của Oricon  | 6                   | 12                    |
| Bảng xếp hạng album hàng tháng của Gaon   | 1                   | 2                     |
| Bảng xếp hạng album hàng tháng của Oricon | 26                  | 44                    |
| Bảng xếp hạng album cuối năm của Gaon     | 2                   | 7                     |

| Bảng xếp hạng                              | Thứ hạng cao nhất |
| ------------------------------------------ | ----------------- |
| Bảng xếp hạng album thế giới của Billboard | 6                 |

## Lịch sử phát hành
| Khu vực       | Ngày                 | Định dạng             | Hãng đĩa                  |
| ------------- | -------------------- | --------------------- | ------------------------- |
| Hàn Quốc      | 10 tháng 12 năm 2015 | CD Tải về kỹ thuật số | SM Entertainment KT Music |
| Toàn thế giới | 10 tháng 12 năm 2015 | Tải về kỹ thuật số    | SM Entertainment          |